# Charlot inserviente di banca
Charlot inserviente di banca (The Bank), conosciuto anche come Charlot in banca, è un film interpretato e diretto da Charlie Chaplin; fu proiettato la prima volta il 9 agosto 1915.

## Trama
L'ingresso deciso e impeccabile in banca dell'omino buffo sorprende e il vederlo armeggiare con piglio sicuro tra le serrature e combinazioni del caveau nel sotterraneo ci sospende increduli fino all'apertura del massiccio sportello e alla rivelazione della vera identità del personaggio quando ne uscirà con una scopa, un secchio e l'uniforme da inserviente depositatevi.

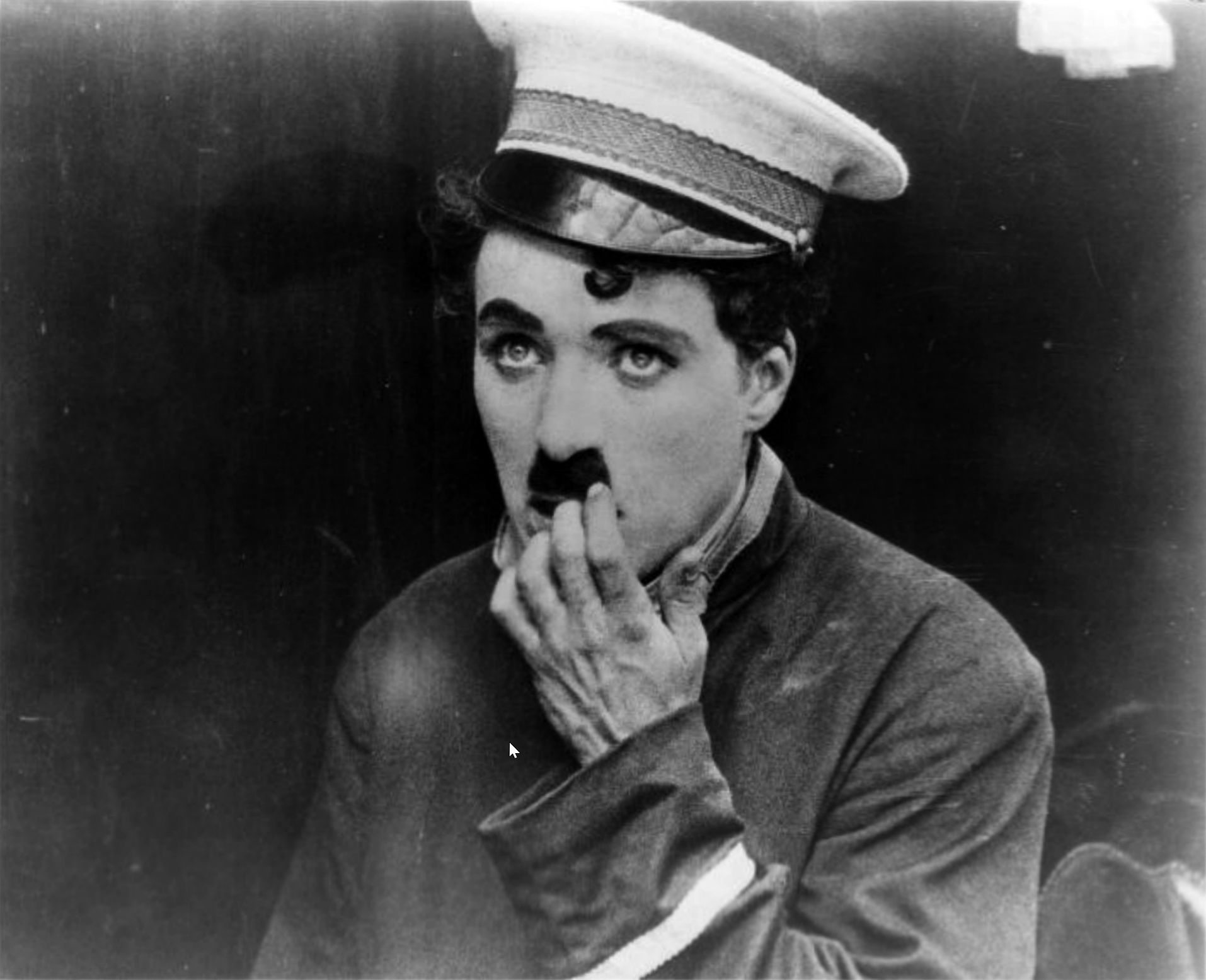
Charlot portiere

Nello sbrigare l'attività giornaliera di pulizia e riordino degli uffici della banca, coltiva il sogno d'amore per la bella segretaria del direttore che invece spasima per il bel cassiere. Charlot le scrive una lettera d'amore accompagnata da un omaggio floreale che lascerà sulla scrivania di lei nascondendosi nell'adiacente ufficio per spiarne la reazione. Che sarà drammatica per l'omino che vede gettare i suoi fiori nel cestino e la lettera fatta a pezzettini; sul suo volto si dipinge lentamente la maschera tragica della disillusione, malinconicamente si abbandona ai pensieri…quando viene richiamato dalle grida di lei aggredita da malintenzionati determinati a impadronirsi dei tesori custoditi nel caveau per cui la immobilizzeranno dopo la fuga del bel cassiere con cui si apprestava ad entrare nel forziere interrotti dall'irruzione dei malviventi, che non avevano, però, fatto i conti con Charlot che con spregio del pericolo interviene sventando la rapina e liberando l'amata.
I ringraziamenti del direttore e della segretaria non sollevano il morale dell'omino che malinconico si allontana stringendo al petto i fiori gettati dalla ragazza nel cestino che però lo raggiunge e fissandolo teneramente negli occhi china il capo sulla spalla di lui che allora la stringe a sé con forza, ma…tristemente il suo bacio si poserà non sulle morbide labbra dell'amata ma sulla fredda e secca scopa che stringe tra le mani risvegliandosi dal sogno ingannevole e riprendendosi nella malinconica realtà dell'omino solo.

## Produzione
Il film fu prodotto dalla Essanay Film Manufacturing Company.

## Distribuzione
Distribuito dalla General Film Company, il film - un cortometraggio in due bobine di 25 minuti - uscì nelle sale cinematografiche USA il 9 agosto 1915.